# Fundusz Rozwoju Budownictwa Mieszkaniowego
Fundusz Rozwoju Budownictwa Mieszkaniowego – instrument finansowy wspierający środkami finansowymi podmioty rozwijające mieszkalnictwo. Fundusz istniał w latach 1988–1990.

## Powstanie Funduszu
Na podstawie ustawy z 1988 r. o Funduszu Rozwoju Budownictwa Mieszkaniowego powołano nowy Fundusz.

## Zadania Funduszu
Do zadań Funduszu należało wspomaganie finansowe przedsięwzięć związanych ze zwiększeniem rozmiarów budownictwa mieszkaniowego wraz z infrastrukturą oraz remontów kapitalnych i modernizacji zasobów mieszkaniowych, polegających w szczególności na:
- wdrażania nowoczesnych energo- i materiałooszczędnych technologii wykonawstwa;
- unowocześnienie maszyn, sprzętu, urządzeń i narzędzi;
- wspieranie rozwoju potencjału produkcyjnego w deficytowych branżach;
- budowie i rozbudowie infrastruktury technicznej;
- zwiększaniu produkcji materiałów budowlanych.

## Dochody Funduszu
Dochodami Funduszu były:
- wpłaty jednostek gospodarczych działu „Budownictwo” dokonywane z odpisów w ciężar kosztów w wysokości 1,5% wartości sprzedaży;
- wpłaty części odpisów amortyzacyjnych działu „Budownictwo” w klasyfikacji gospodarki narodowej;
- dobrowolne wpłaty jednostek gospodarczych;
- wpłaty z tytułu zwrotu pożyczek udzielanych ze środków Funduszu;
- inne wpłaty i darowizny.

## Przeznaczenie środków Funduszu
Środki Funduszy mogły być przeznaczone na udzielanie pożyczek lub dotacji bezzwrotnych na finansowanie:
- przedsięwzięć wspomagających rozbudowę, unowocześnienie budownictwa mieszkaniowego i infrastruktury;
- pierwszego wyposażenia nowo tworzonych jednostek gospodarczych działających na rzecz budownictwa mieszkaniowego;
- przedsięwzięć wdrażających technologie energo- i materiałooszczędne w budownictwie mieszkaniowym oraz produkcji materiałów i wyrobów dla budownictwa, głównie z surowców lokalnych;
- zakupów dewizowych wyposażenia i części zamiennych niezbędnych dla utrzymania ciągłości produkcji.

## Rodzaje Funduszu
Fundusze dzieliły się na fundusze terenowe i centralny. Na fundusz terenowy przeznaczano 70% dochodów oraz 30% środków na fundusz centralny.
Funduszem terenowym dysponowała właściwa wojewódzka rada narodowa, natomiast funduszem centralnym Minister Gospodarki Przestrzennej i Budownictwa.

## Zniesienie Funduszu
Na podstawie ustawy z 1990 r. o zniesieniu i likwidacji niektórych funduszy przeszedł w stan likwidacji Fundusz Rozwoju Budownictwa Mieszkaniowego.